# Йени хамам
Йени хамам (на гръцки: Γενί Χαμάμ; на турски: Yeni Hamam) е стара турска баня в град Солун, Гърция.
Намира на кръстовището на улица „Касандър“ и „Агиос Николаос“. Вероятно е построена през последната четвърт на XVI век от Хюсрев Кетхюда, събирач на данъци за везир Мехмед Соколу. Работи като двойна баня (чифте хамам) с отделни помещения за мъже и жени, с обичайното разпределение на помещенията до 1912 година, когато Солун попада в Гърция. В 1937 г. е купена от частно лице, който я използва за склад. След това много години до 1978 година в хамама има зимно кино, а в градината му - лятно. Сградата продължава да е частна собственост и се използва за културни събития, наречени „Егли“.